# Carsten Bunk
Carsten Bunk, född den 29 februari 1960 i Berlin i Tyskland, är en östtysk roddare.
Han tog OS-guld i scullerfyra i samband med de olympiska roddtävlingarna 1980 i Moskva.